# Спіраль Архімеда

Три витки на 360° однієї гілки спіралі Архімеда

Спіраль Архімеда :стор.586 ;  :стор.304 ;   :стор.8 (також архімедова спіраль  :стор.119)  — плоска трансцендентна крива, яку описує точка M під час її рівномірного руху з лінійною швидкістю v уздовж прямої, що рівномірно обертається у площині навколо однієї зі своїх точок О зі сталою кутовою швидкістю ω.
Точку О називають полюсом спіралі Архімеда.
Спіраль названо ім'ям Архімеда, який вивчив її властивості.

## Рівняння кривої

Права та ліва частини спіралі Архімеда

- Рівняння спіралі Архімеда у полярній системі координат.
Якщо в початковий момент руху твірна точка М та полюс О збігаються, а полярна вісь збігається з початковим положенням рухомої прямої, то рівняння спіралі Архімеда у полярній системі координат має вигляд:

{\displaystyle \rho =a\cdot \varphi }
де a = k/2 π = v/ω   — параметр, що відповідає зміщенню точки {\displaystyle M} вздовж прямої, при її повороті на 1 рад;

k = 2 π · a   — крок спіралі Архімеда, тобто відрізок {\displaystyle MM_{1}}, що дорівнює зміщенню точки {\displaystyle M} при повному оберті прямої;

{\displaystyle \varphi =\omega \cdot t} — полярний кут твірної точки {\displaystyle M}, тобто кут повороту прямої від свого початкового положення за час {\displaystyle t}..
Додатнім значенням кута {\displaystyle \varphi \quad (\varphi \geq 0)} відповідає права спіраль, тобто спіраль, закручена проти годинникової стрілки; а від'ємним значенням полярного кута {\displaystyle \varphi \quad (\varphi \leq 0)} відповідає ліва спіраль (закручена за годинниковою стрілкою). :стор.193
Рівняння: :стор.587
{\displaystyle \rho =a\cdot \varphi +\ell }
описує спіраль Архімеда з тими ж параметрами, що і у спіралі {\displaystyle \rho =a\cdot \varphi }, тільки повернуту відносно полюса на кут {\displaystyle \alpha =-{\frac {\ell }{a}}} рад за годинниковою стрілкою.
- Рівняння спіралі Архімеда в декартовій системі координат в неявному виді:[5]:стор.192

{\displaystyle {\sqrt {x^{2}+y^{2}}}=a\cdot \operatorname {arctg} {\left({\frac {y}{x}}\right)}}
Рівняння повернутої спіралі Архімеда:
{\displaystyle {\sqrt {x^{2}+y^{2}}}=a\cdot \operatorname {arctg} {\left({\frac {y}{x}}\right)}+\ell }
- Рівняння спіралі Архімеда в декартовій системі координат в параметричному виді:

{\displaystyle {\begin{cases}x(\varphi )=a\cdot \varphi \cdot \cos \varphi \\y(\varphi )=a\cdot \varphi \cdot \sin \varphi \end{cases}}\qquad 0\leq \varphi <+\infty }

## Метричні характеристики
Нехай спіраль Архімеда задано рівнянням {\displaystyle \rho =a\cdot \varphi }.
Тоді:

Ілюстрація до розрахунку довжини дуги спіралі Архімеда

- Довжина дуги спіралі Архімеда між двома її довільними точками {\displaystyle M_{1}(\rho _{1}\,,\,\varphi _{1})} та {\displaystyle M_{2}(\rho _{2}\,,\,\varphi _{2})}, що відповідають полярним кутам {\displaystyle \varphi _{1}} та {\displaystyle \varphi _{2}}: [5] :стор.194

{\displaystyle {\begin{aligned}L&=\int \limits _{\varphi _{1}}^{\varphi _{2}}\ dl=\int \limits _{\varphi _{1}}^{\varphi _{2}}{\sqrt {d\rho ^{2}+dh^{2}}}=\int \limits _{\varphi _{1}}^{\varphi _{2}}{\sqrt {(ad\varphi )^{2}+(\rho d\varphi )^{2}}}=\\&=\int \limits _{\varphi _{1}}^{\varphi _{2}}{\sqrt {a^{2}\cdot (d\varphi )^{2}+a^{2}\cdot \varphi ^{2}\cdot (d\varphi )^{2}}}=a\cdot \int \limits _{\varphi _{1}}^{\varphi _{2}}{\sqrt {1+\varphi ^{2}}}d\varphi =\\&={\frac {a}{2}}\cdot \left[\varphi \cdot {\sqrt {1+\varphi ^{2}}}+\ln \left(\varphi +{\sqrt {1+\varphi ^{2}}}\right)\right]_{\varphi _{1}}^{\varphi _{2}}={\frac {a}{2}}\cdot \left[\varphi \cdot {\sqrt {1+\varphi ^{2}}}+\operatorname {arsinh} \varphi \right]_{\varphi _{1}}^{\varphi _{2}}\end{aligned}}}
Зокрема, довжина дуги  спіралі Архімеда від її полюса {\displaystyle O\quad (\varphi _{1}=0)} до довільної точки {\displaystyle M(\rho \,,\,\varphi )\quad (\varphi _{2}=\varphi )} дорівнює:
{\displaystyle \ell ={\frac {a}{2}}\cdot \left[\varphi \cdot {\sqrt {1+\varphi ^{2}}}+\ln \left(\varphi +{\sqrt {1+\varphi ^{2}}}\right)\right]={\frac {a}{2}}\cdot \left[\varphi \cdot {\sqrt {1+\varphi ^{2}}}+\operatorname {arsinh} \varphi \right]}
Також: :стор.780
{\displaystyle {\begin{aligned}\ell &={\frac {1}{2}}\cdot \left[{\frac {\rho \cdot {\sqrt {\rho ^{2}+a^{2}}}}{a}}+\ln \left({\frac {\rho +{\sqrt {\varphi ^{2}+a^{2}}}}{a}}\right)\right]=\\&={\frac {a}{2}}\cdot \left[\operatorname {tg} \alpha \cdot \sec \alpha +\ln \left(\operatorname {tg} \alpha +\sec \alpha \right)\right]\end{aligned}}}
де {\displaystyle \alpha } — гострий кут між дотичною {\displaystyle MT} в точці {\displaystyle M} спіралі Архімеда та радіус-вектором {\displaystyle OM} цієї точки.

- Площа сектора, що обмежений дугою {\displaystyle M_{1}M_{2}} спіралі Архімеда та двома радіус-векторами {\displaystyle OM_{1}=\rho _{1}} та {\displaystyle OM_{2}=\rho _{2}}:

{\displaystyle S_{\text{сект.}}={\frac {1}{a}}\cdot \left(\rho _{2}^{3}-\rho _{1}^{3}\right)}
Також: :стор.779
{\displaystyle S_{\text{сект.}}={\frac {\omega }{6}}\cdot \left(\rho _{1}^{2}+\rho _{1}\cdot \rho _{2}+\rho _{2}^{2}\right)}.
де {\displaystyle \omega =\angle M_{1}OM_{2}} — кут між радіус-векторами точок {\displaystyle M_{1}} та {\displaystyle M_{2}}; центральний кут сектора.
До того ж цей кут не мустить перевищувати {\displaystyle 2\pi } радіан.
- Площа витків спіралі Архімеда.[4] :стор.779—780

1. 1 Площа першого витка спіралі Архімеда — фігури, що обмежена дугою спіралі Архімеда від її полюса {\displaystyle O} до точки {\displaystyle A} (полярний кут якої {\displaystyle \varphi =2\pi }) та відрізком {\displaystyle OA} полярної осі:

{\displaystyle S_{1}={\frac {1}{3}}\cdot \pi k^{2}={\frac {4}{3}}\cdot \pi ^{3}a^{2}={\frac {1}{3}}\cdot S_{1{\text{кр.}}}}
де {\displaystyle S_{1{\text{кр.}}}} — площа круга з радіусом {\displaystyle OA};
{\displaystyle k=2\pi \cdot a=OA} — крок спіралі Архімеда.
Формулу можна отримати з формули площі сектора; стосовно цієї фігури: {\displaystyle \rho _{1}=0\,;\quad \rho _{2}=k=2\pi a\,;\quad \omega =2\pi }.
1. 2 Площа другого витка спіралі Архімеда — фігури, що обмежена дугою спіралі Архімеда від точки {\displaystyle A}  (полярний кут якої {\displaystyle \varphi =2\pi }) до точки {\displaystyle A_{1}} (полярний кут якої {\displaystyle \varphi =4\pi }) та відрізком {\displaystyle AA_{1}} полярної осі:

{\displaystyle S_{2}={\frac {7}{3}}\cdot \pi k^{2}={\frac {28}{3}}\cdot \pi ^{3}a^{2}={\frac {7}{12}}\cdot S_{2{\text{кр.}}}}
де {\displaystyle S_{2{\text{кр.}}}} — площа круга з радіусом {\displaystyle OA_{1}}.
1. 3 Площа n — го витка спіралі Архімеда — фігури, що обмежена дугою спіралі Архімеда від точки {\displaystyle A_{n-1}}  (полярний кут якої {\displaystyle \varphi =2\pi }) до точки {\displaystyle A_{n}} (полярний кут якої {\displaystyle \varphi =4\pi }) та відрізком {\displaystyle A_{n-1}A_{n}} полярної осі:

{\displaystyle S_{n}={\frac {n^{3}-(n-1)^{3}}{3}}\cdot \pi k^{2}={\frac {n^{3}-(n-1)^{3}}{3n^{2}}}\cdot S_{n{\text{кр.}}}}
де {\displaystyle S_{n{\text{кр.}}}} — площа круга з радіусом {\displaystyle OA_{n}}. 
- Площа кілець спіралі Архімеда.[4] :стор.780

1. Перше кільце спіралі Архімеда — фігура, що утворена відрізком {\displaystyle OA} полярної осі  між першим та другим витками спіралі Архімеда, при обертанні полярної осі від її початкового положення на кут {\displaystyle 2\pi } радіан. Фігура обмежена: 1.Відрізком {\displaystyle OA}; 2. Першим витком; 3. відрізком {\displaystyle AA_{1}}; 4. Другим витком.
2. Друге кільце спіралі Архімеда — фігура, що утворена відрізком {\displaystyle AA_{1}} полярної осі  між другим та третім витками спіралі Архімеда, при обертанні полярної осі від її початкового положення на кут {\displaystyle 2\pi } радіан. Фігура обмежена: 1.Відрізком {\displaystyle AA_{1}}; 2. Другим витком; 3. відрізком {\displaystyle A_{1}A_{2}}; 4. Третім витком.

Площа {\displaystyle n} —го кільця спіралі Архімеда:
{\displaystyle F_{n}=S_{n+1}-S_{n}=6n\cdot S_{1}}
де {\displaystyle S_{n}} — площа {\displaystyle n}-го витка спіралі Архімеда; 
{\displaystyle S_{1}={\frac {1}{3}}\cdot \pi k^{2}} — площа 1-го витка (нульового кільця) спіралі Архімеда.
- Радіус кривини в довільній точці спіралі Архімеда:[4] :стор.780 ; [6]

{\displaystyle R_{c}=a\cdot {\frac {\left(\varphi ^{2}+1\right)^{3/2}}{\varphi ^{2}+2}}={\frac {\left(\rho ^{2}+a^{2}\right)^{3/2}}{\rho ^{2}+2a^{2}}}={\frac {\left(\operatorname {tg} ^{2}\alpha +1\right)^{3/2}}{\sec ^{2}\alpha +2}}}.

## Трисекція кута та квадратура круга за допомогою спіралі Архімеда
Згідно означення спіралі Архімеда, відстань від початку координат до точки кривої пропорційна куту повороту полярної осі. А, отже, спіраль Архімеда можливо використовувати для поділу довільного кута на {\displaystyle n} рівних частин, а також і для квадратури круга. Тому спіраль Архімеда є одночасно трисектрисою (n=3) і квадратрисою. Обидві задачі (трисекцію кута та квадратуру круга) не можна розв'язати лише за допомогою циркуля і лінійки, але якщо дозволити, щоб спіраль Архімеда була єдиним допоміжним засобом, то вони стають вирішуваними.
Щоб розділити {\displaystyle \angle BAC} на {\displaystyle n} рівних частин, поєднаємо його зі спіраллю Архімеда таким чином, щоб його сторона {\displaystyle AB} сумістилася з полярною віссю {\displaystyle Ox}, а вершина {\displaystyle A} кута сумістилася з полюсом {\displaystyle O} спіралі Архімеда. Відрізок другої сторони {\displaystyle AD} кута, від його вершини до точки {\displaystyle D} перетину цієї сторони зі спіраллю, розділимо на {\displaystyle n} рівних частин. Використовуючи теорему Фалеса про пропорційні відрізки, це можна зробити лише за допомогою циркуля і лінійки. Для цього проведемо ще один промінь з вершини кута {\displaystyle A} і за допомогою циркуля позначимо на ньому {\displaystyle n} однакових за довжиною відрізків. З'єднаємо кінцеву точку останнього відрізка з точкою {\displaystyle D} і через {\displaystyle n-1} точки поділу проведемо до цієї лінії низку паралельних ліній до їх перетину з прямою {\displaystyle AC}. Точки перетину паралелей зi стороною {\displaystyle AC} ділять відрізок {\displaystyle AD} на {\displaystyle n} однакових за довжиною відрізків. Далі через кожну з {\displaystyle n-1} точок поділу відрізка {\displaystyle AD} з вершини кута {\displaystyle A} проведемо дуги кіл до їх перетину зі спіраллю Архімеда, і отримані точки на спіралі Архімеда з'єднаємо з вершиною {\displaystyle A}.  Таким чином, отримаємо поділ даного кута на {\displaystyle n}  рівних частин.

Для вирішення задачі квадратури круга, тобто побудови квадрата, рівновеликого даному кругу радіуса {\displaystyle r}, окреслимо коло радіусом {\displaystyle r} з центром в початку координат, та в цій системі також побудуємо спіраль Архімеда з  полюсом в початку координат.
Спіраль перетинає вісь y точці {\displaystyle E} і довжина відрізка {\displaystyle ME} дорівнює {\displaystyle {\tfrac {r\pi }{2}}}, оскільки відповідний кут повороту полярної осі дорівнює {\displaystyle {\tfrac {\pi }{2}}}. Тоді прямокутник, побудований на діаметрі кола і висотою |ME| має таку ж площу, як і круг. Використовуючи теорему про висоту прямокутного трикутника, прямокутник можна перетворити на квадрат рівної площі.